# کنستانتین موراویف
کنستانتین موراویف (بلغاری: Константин Владов Муравиев؛ ۵ مارس ۱۸۹۳ – ۳۱ ژانویهٔ ۱۹۶۵) یک سیاست‌مدار اهل بلغارستان بود.